# Campoplex marginellus
Campoplex marginellus är en stekelart som beskrevs av Maximilian Spinola 1851. Campoplex marginellus ingår i släktet Campoplex och familjen brokparasitsteklar. Inga underarter finns listade.